# Song Ga-in
Song Ga-in, de son vrai nom Jo Eun-sim (조은심), née le 26 décembre 1986 dans le district de Jindo est une chanteuse de trot sud-coréenne. 

## Biographie
Il a gagné le programme de télé-réalité Miss Trot en 2019. Elle apparaît de manière récurrente dans l'émission Golden Oldies de KBS.

## Discographie

### Albums studios
| Titre                                                 | Détails de l'album                                                                                         | Meilleur classement | Ventes         |
| Titre                                                 | Détails de l'album                                                                                         | COR                 | Ventes         |
| ----------------------------------------------------- | --- | ------------------- | -------------- |
| Hanggu Agassi (항구 아가씨) sous le nom de Jo Eun-sim | - Date de sortie : 13 mai 2016 - Label : Cooking Music - Formats : CD, téléchargement                      | —                   | NC             |
| Beautiful Woman (佳人)                                | - Date de sortie : 4 novembre 2019 - Label : PocketDol Studio - Formats : CD, téléchargement               | 10                  | - COR : 24 487 |
| Mong (몽(夢))                                         | - Date de sortie : 26 décembre 2020 - Label : PocketDol Studio - Formats : CD, téléchargement              | —                   | NC             |
| The Song of Love (연가 (戀歌))                        | - Date de sortie : 21 avril 2022 - Label : PocketDol Studio - Formats : CD, téléchargement                 | 17                  | - COR : 11,643 |
| Gain;Dal (가인;달)                                    | - Date de sortie : 11 février 2025 - Label : Gaindal Entertainment, JG Star - Formats : CD, téléchargement | 12                  | - COR : 22 105 |
| "—" : non classé                                      | |                     |                |

### Albums live
| Titre                       | Détails de l'album                                                                               |
| --------------------------- | ------------------------------------------------------------------------------------------------ |
| Song Ga-in – Miss Trot Live | - Date de sortie : 8 octobre 2019 - Label : Superstar Record - Formats : CD, téléchargement      |
| 2023 Song Ga-in Best & Live | - Date de sortie : 22 septembre 2023 - Label : Pocket Doll Studio - Formats : CD, téléchargement |

### Albums compilation
| Titre                                                                  | Détails de l'album                                                                            |
| ---------------------------------------------------------------------- | --------------------------------------------------------------------------------------------- |
| "Forever" [Goodbye Jin,Sun,Mi] collaboration avec Jung Mi-ae et Hongja | - Date de sortie : 21 novembre 2020 - Label : PocketDol Studio - Formats : CD, téléchargement |

### Singles
| Titre                                                                            | Année                         | Meilleur classement           | Album                         |
| Titre                                                                            | Année                         | COR                           | Album                         |
| En tant qu'artiste principale                                                    | En tant qu'artiste principale | En tant qu'artiste principale | En tant qu'artiste principale |
| -------------------------------------------------------------------------------- | ----------------------------- | ----------------------------- | ----------------------------- |
| Breeze From the Mountain and River (산바람아 강바람아) sous le nom de Jo Eun-sim | 2012                          | —                             | Non-album singles             |
| Love Song (사랑가) sous le nom de Jo Eun-sim                                     | 2012                          | —                             | Non-album singles             |
| Hanggu Agassi (항구 아가씨) sous le nom de Jo Eun-sim                            | 2016                          | —                             | Hanggu Agassi                 |
| Seongsan Ilchulbong (성산 일출봉) sous le nom de Jo Eun-sim                      | 2016                          | —                             | Hanggu Agassi                 |
| Up To There (거기까지만)                                                         | 2017                          | —                             | Non-album singles             |
| Take It (찍어)                                                                   | 2019                          | —                             | Non-album singles             |
| Mom Arirang (엄마아리랑)                                                         | 2019                          | 177                           | Beautiful Woman               |
| The Goodbye Train (이별의 영동선)                                                | 2019                          | —                             | Beautiful Woman               |
| Hwaryu Chunmong (花柳春夢)                                                       | 2020                          | —                             | Non-album singles             |
| "Hwaryu Chunmong (Chapter 1, Chapter 2) (花柳春夢(1막2장))                       | 2020                          | —                             | Non-album singles             |
| Farewell Bus Stop (이별의 버스 정류장) avec Yoo San-seul                         | 2020                          | 114                           | Farewell Bus Stop             |
| Just Gamma (확 감아버려)                                                         | 2020                          | —                             | Non-album single              |
| I Like Trot (이별의 버스 정류장)                                                 | 2020                          | —                             | Mong                          |
| Dream (꿈(夢))                                                                   | 2020                          | —                             | Mong                          |
| "Rainy Mt. Geumgang (비 내리는 금강산)                                           | 2022                          | —                             | The Song of Love              |
| Reminiscence (기억 저편에)                                                       | 2022                          | —                             | The Song of Love              |
| With You (당신을 만나) (avec Kim Ho-joong)                                       | 2023                          | 50                            | Non-album single              |
| En tant que featuring                                                            |                               |                               |                               |
| Fame (인기) MC Mong feat. Song Ga-in, Chancellor                                 | 2019                          | 1                             | Channel 8                     |
| "—" : non classé.                                                                |                               |                               |                               |